# Prix Odissea
Le prix Odissea est un prix créé à l’initiative du ministère belge de la politique scientifique fédérale et du Sénat de Belgique. Il est attribué chaque année depuis 2005 à un ou plusieurs étudiants de nationalité belge en dernière année d'une université ou d'une haute école européenne. La bourse liée à ce prix, d’un montant de 8 000 euros, est destinée à couvrir les frais de séjour de l’étudiant au sein d'un organisme, d’une université ou d’une société spatiale.